# كريستينا بيري روسي
كريستينا بيري روسي (بالإسبانية: Cristina Peri Rossi) (12 نوفمبر 1941، مونتفيدو في الأوروغواي)؛ صحفية، شاعرة وروائية إسبانية.

## الجوائز
- زمالة غوغنهايم

## روابط خارجية
- كريستينا بيري روسي على موقع IMDb (الإنجليزية)
- كريستينا بيري روسي على موقع الموسوعة البريطانية (الإنجليزية)
- كريستينا بيري روسي على موقع إن إن دي بي (الإنجليزية)